# Kanton Saint-Pardoux-la-Rivière
Der Kanton Saint-Pardoux-la-Rivière war von 1790 bis 2015 ein französischer Wahlkreis im Arrondissement Nontron im Département Dordogne und in der Region Aquitanien; sein Hauptort war Saint-Pardoux-la-Rivière, Vertreter im Generalrat des Départements ist seit 2001, wiedergewählt 2008, Georges Colas.
Der Kanton war 214,81 km² groß und hatte 4462 Einwohner (Stand: 2008).

## Gemeinden
| Gemeinde                 | Einwohner | Fläche (km²) | Bevölkerungsdichte Einwohner/km² | Code Insee | Postleitzahl |
| ------------------------ | --------- | ------------ | -------------------------------- | ---------- | ------------ |
| Champs-Romain            | 317       | 20,33        | 15,6                             | 24101      | 24470        |
| Firbeix                  | 330       | 22,66        | 14,5                             | 24180      | 24450        |
| Mialet                   | 681       | 37,30        | 18,3                             | 24269      | 24450        |
| Milhac-de-Nontron        | 602       | 34,75        | 17,3                             | 24271      | 24470        |
| Saint-Front-la-Rivière   | 532       | 17,89        | 29,7                             | 24410      | 24300        |
| Saint-Pardoux-la-Rivière | 1149      | 23,84        | 48,2                             | 24479      | 24470        |
| Saint-Saud-Lacoussière   | 856       | 58,04        | 14,7                             | 24498      | 24470        |

## Bevölkerungsentwicklung
| 1962 | 1968 | 1975 | 1982 | 1990 | 1999 | 2006 | 2007 | 2008 |
| ---- | ---- | ---- | ---- | ---- | ---- | ---- | ---- | ---- |
| 6633 | 5968 | 5610 | 5152 | 4747 | 4478 | 4481 | 4467 | 4462 |